# Odsonne Édouard
Odsonne Édouard (ur. 16 stycznia 1998 w Kourou) – francuski piłkarz gujańskiego pochodzenia występujący na pozycji napastnika w angielskim klubie Crystal Palace. Wychowanek AF Bobigny, w trakcie swojej kariery grał także w takich zespołach jak Paris Saint-Germain B, Toulouse oraz Celtic. Młodzieżowy reprezentant Francji.